# سليمان منصور
سليمان منصور (مواليد بيرزيت، رام الله عام 1947) هو فنان تشكيلي ونحات فلسطيني. استخدم خامات من البيئة الفلسطينية (طين على خشب – فخّار أثري – حِنّاء – شيد على خشب – طين وحنّاء وألوان مائية – خيش)، وهو صاحب اللوحة المشهورة «جمل المحامل» التي رسمها في منتصف السبعينات من القرن الفائت، والتي تمثل عجوزاً فلسطينياً يحمل القدس وصخرة الأقصى على ظهره مربوطة بحبل الشقاء.

## نشأته
ولد في بيرزيت وقضى طفولته في الريف الفلسطيني بين بيرزيت وبيت جالا، حيث تابع دراسته الابتدائية في المدرسة الإنجيلية اللوثرية في بيت جالا، بسبب وفاة والده وهو في الرابعة من عمره. قبيل حرب 1967، لحق بوالدته التي كانت قد استقرت في ضواحي القدس. وبعد الاحتلال دخل أكاديمية بيتسلئيل للفنون والحرف (1967 – 1970).

## الحياة المهنية
شارك (1985 – 1987) في تأليف كتاب (الملابس الشعبية الفلسطينية) وكتاب (دليل التطريز الفلسطيني) التي أصدرتها جمعية إنعاش الأسرة في البيرة التي كان عضوا في مجلس إدارتها. عمل في مجال تدريس الفن في دار المعلمات (الأونروا) برام الله (1975 – 1982)، وفي مجال تطوير الصناعات الحرفية في جامعة بيرزيت. عضو الهيئة الإدارية لرابطة التشكيليين الفلسطينيين منذ عام 1975 ورئيسها في الفترة (1986 – 1990) ،ومدرِّسا للفنون في جامعة القدس،ورساما للكاريكاتير السياسي في صحيفة الفجر المقدسية الصادرة بالإنجليزية بين عامي (1981 - 1993)وفي مجلة العودة التي كانت تصدر في الأرض المحتلة بين عامي (1986 - 1992)، يعمل مدرساً في الأكاديمية الدولية للفنون المعاصرة في رام الله وهو عضو في مجلس إدارتها.

## فنه

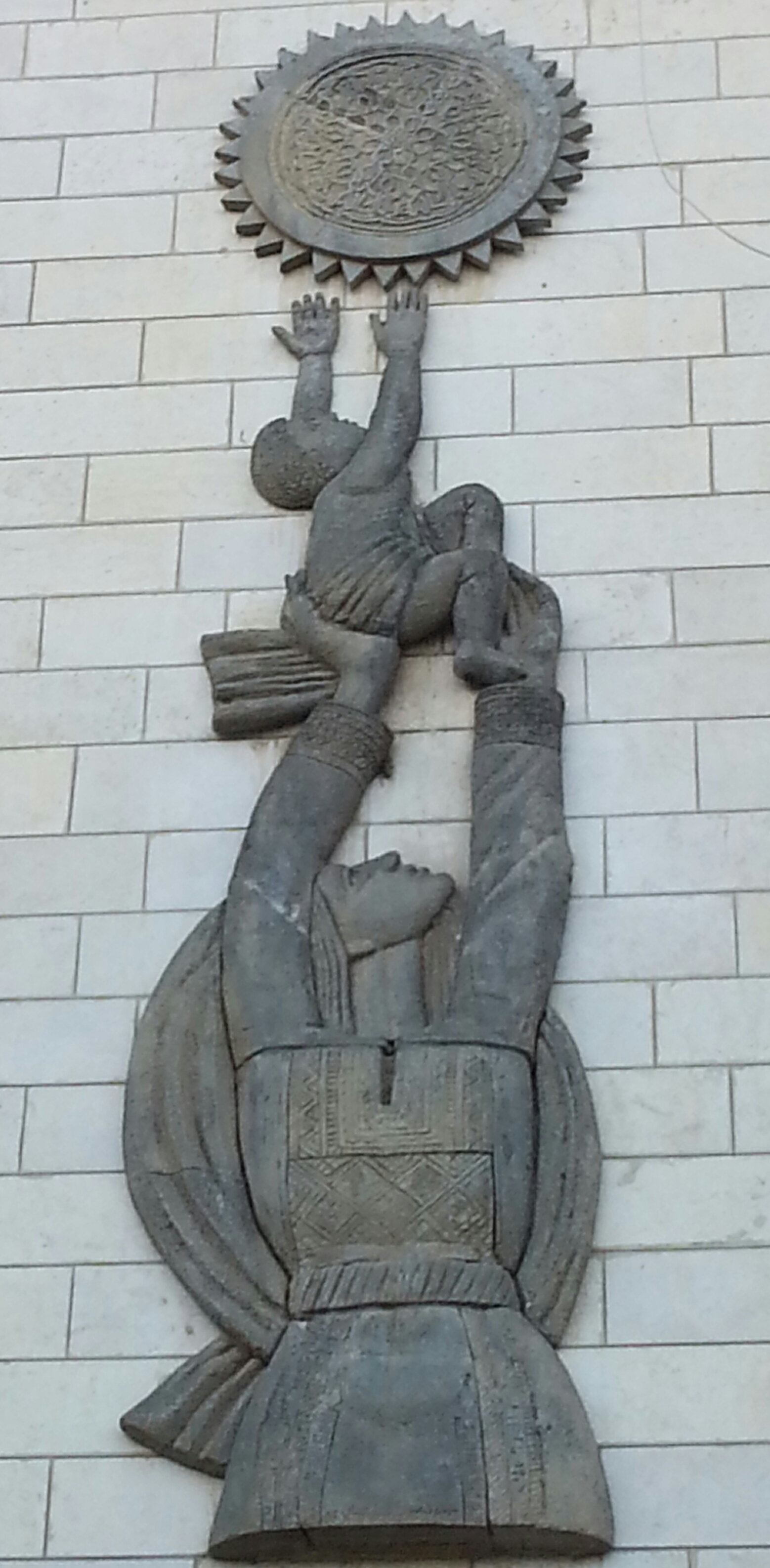
جدارية على حائط مؤسسة إنعاش الأسرة، البيرة، فلسطين، من عمل سليمان منصور ونبيل عناني

مارس التصوير الزيتي ورسم الكاريكاتير السياسي في الصحافة المحلية والرسوم الإيضاحية في الكتب التعليمية كما أنتج المجمسات الناتئة بالجبس وقام بالدق على النحاس وتطعيمه وصب المينا عليه وبحرق الخشب وبصياغة الخزف وتصميم الملصق السياسي وتصوير الجداريات الفسيفسائية ذات الموضوع الكنسي. إلا أن تركيزه الأساسي إنصب على الأعمال الزيتية والطينية، حيث بدأ بإنتاج أعمال طينية في عام 1989 كجزء من إرهاصات الانتفاضة الأولى واستخدام المواد المحلية كموقف سياسي، حيث بات ابتكار السبل التي تعزز الاكتفاء الذاتي عن طريق الاعتماد على الموارد المحلية في كافة أوجه الحياة اليومية كامتداد طبيعي لمقاطعة المواد الإستهلاكية الإسرائيلية،الاستفادة من المواد الطبيعية المحلية مثل كالقهوة والحناء والطين،وكونه اكتسب من جدته في طفولته حرفة بناء بيوت النحل بواسطة خليط من طين الحور والتبن.

## معارض
أقام عدة معارض شخصية منها: جاليري 79 – رام الله، 1981 . مقر الأمم المتحدة، نيويورك 1992. بينالي الشارقة 1995 . قاعة بلدية ستافانجر، النرويج، 1996. بينالي القاهرة التاسع 1998. وشارك في عدة معارض جماعية في فلسطين، واشنطن، بيروت، موسكو، أوسلو، الكويت، المغرب، نيويورك، عمّان، ستوكهولم، باريس، كوريا، قطر، أصيلة (المغرب).

## جوائز
حصل على عدة جوائز منها: الجائِزة الأولى في معرض الربيع الأول، فلسطين، 1985 . وجائِزة فلسطين للفنون التشكيلية عام 1998. والجائِزة الكبرى في بينالي القاهرة التاسِع عام 1998، وجائزة اليونسكو- الشارقة للثقافة العربية لعام 2019.  وحصل على جائزة النيل للمبدعين العرب  للعام 2025 وهى أرفع الجوائز التى تمنحها الدولة المصرية.

## وصلات خارجية
- أعمال سليمان منصور من أرشيف ملصق فلسطين